# Harvington Hall

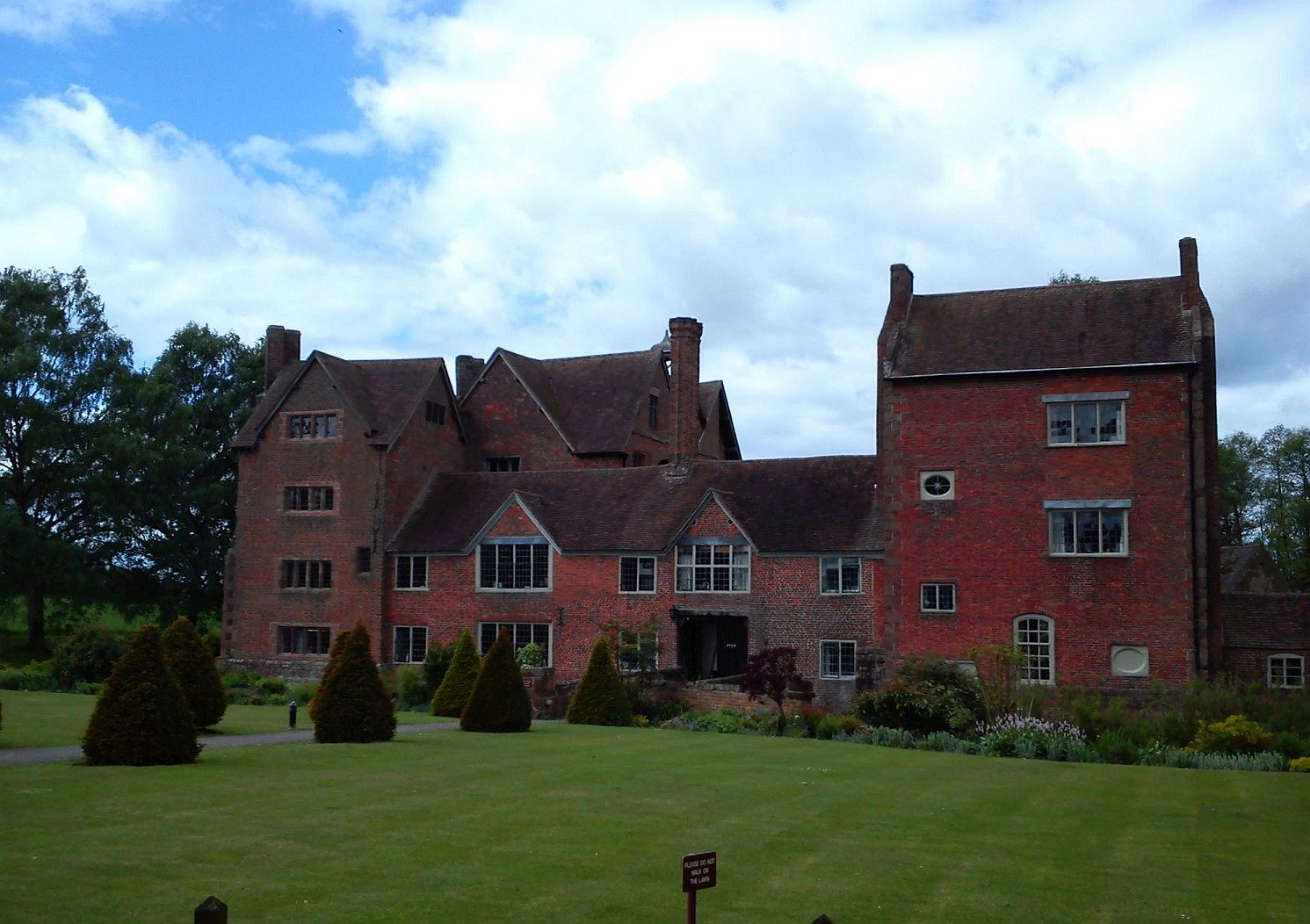
Harvington Hall, Mai 2015

Harvington Hall ist ein Herrenhaus im Weiler Harvington südöstlich von Kidderminster in der englischen Grafschaft Worcestershire. Das mit einem Graben versehene Haus ist teilweise im mittelalterlichen, teilweise im elisabethanischen Stil gehalten.
Harvington Hall gehört dem katholischen Erzbistum Birmingham und ist besonders bemerkenswert wegen seines Verstecks für liturgische Gewänder und seiner sieben Priesterlöcher, von denen vier rund um das Haupttreppenhaus die Arbeit von Nicholas Owen sein sollen. Ellen Ferris (1870–1955), deren Sohn Robert 1970–1974 stellvertretender Sprecher des House of Commons war und der später Lord Harvington wurde, vermachte Harvington Hall der Erzdiözese Birmingham.

## Galeriebilder

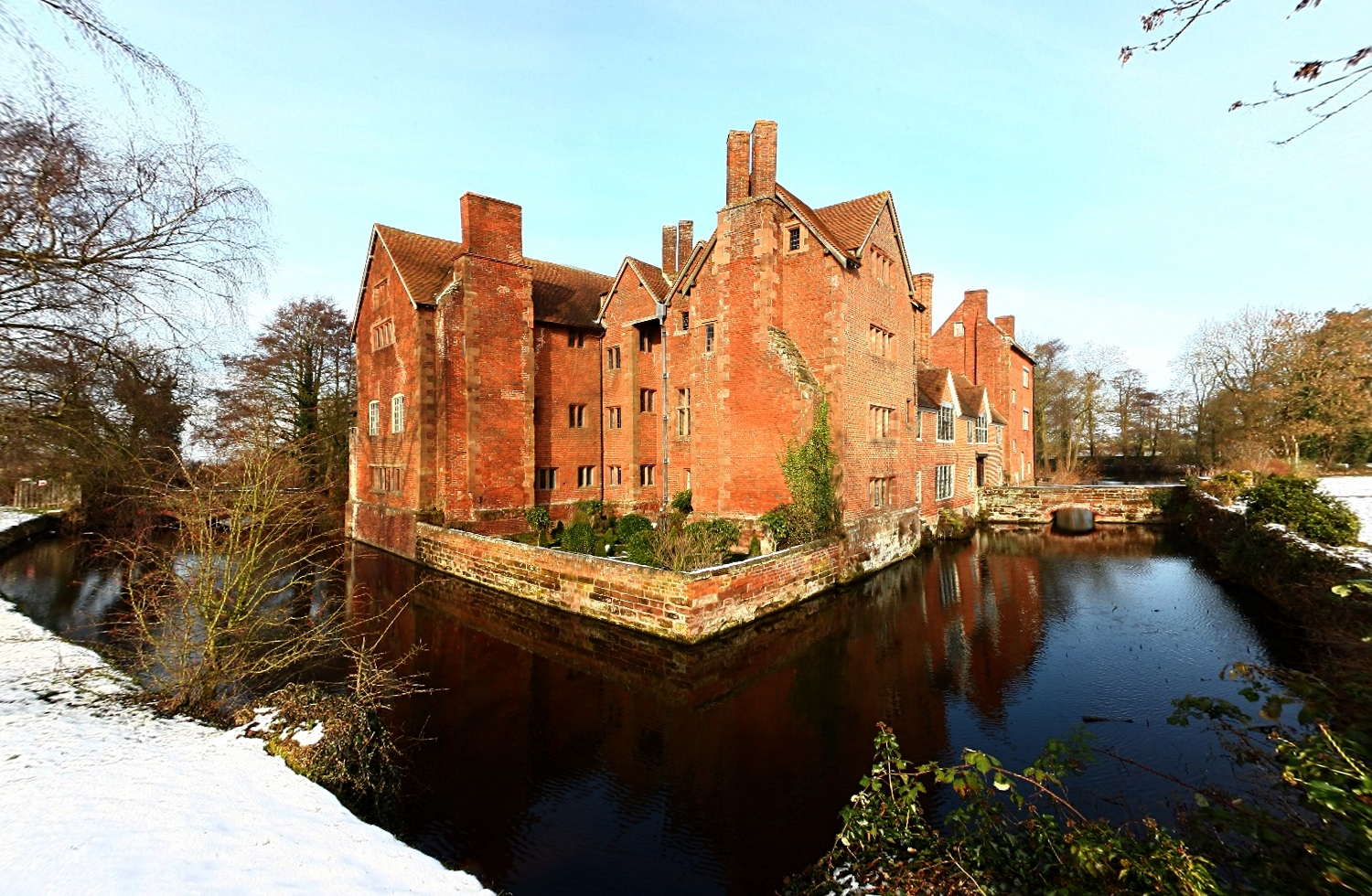
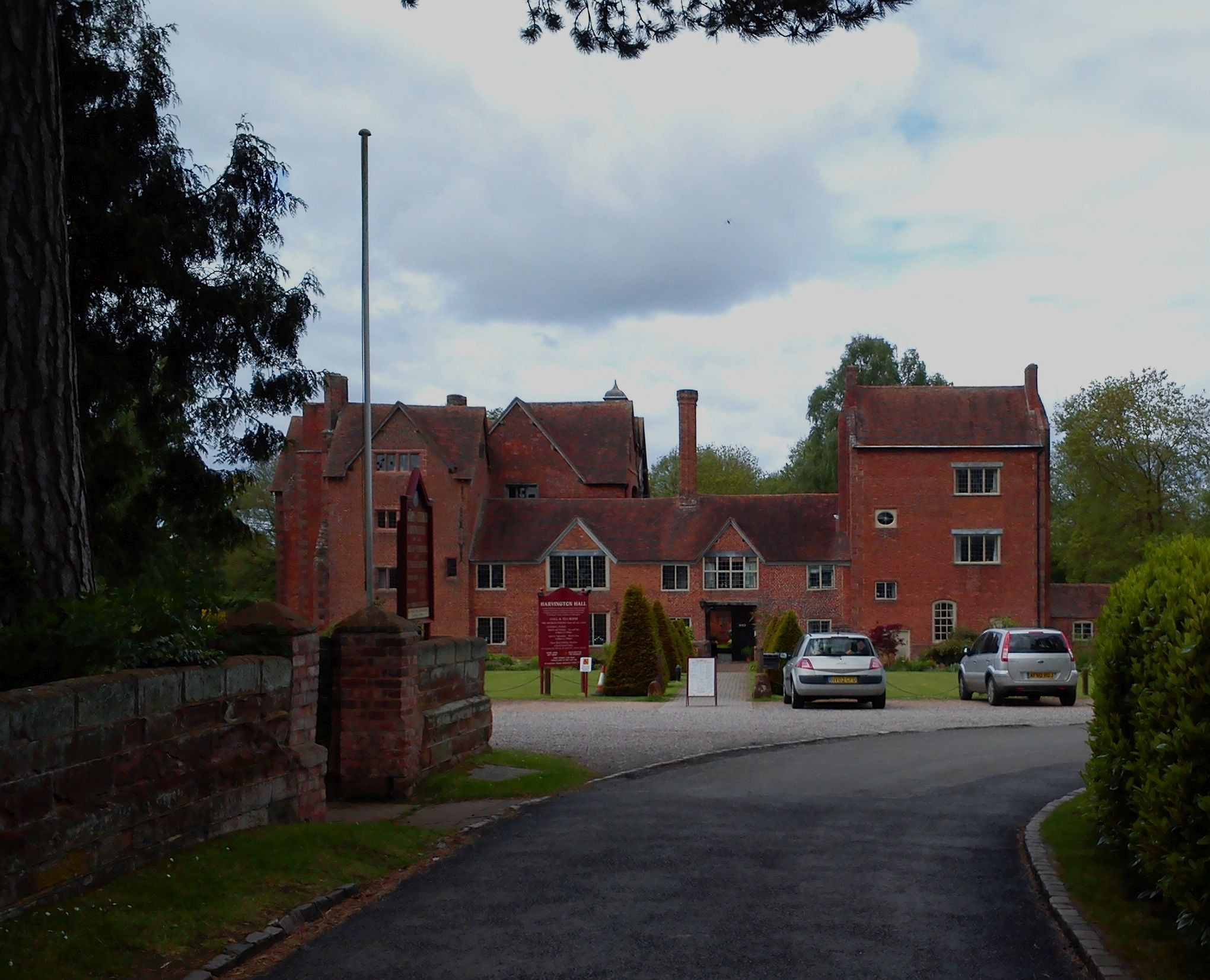
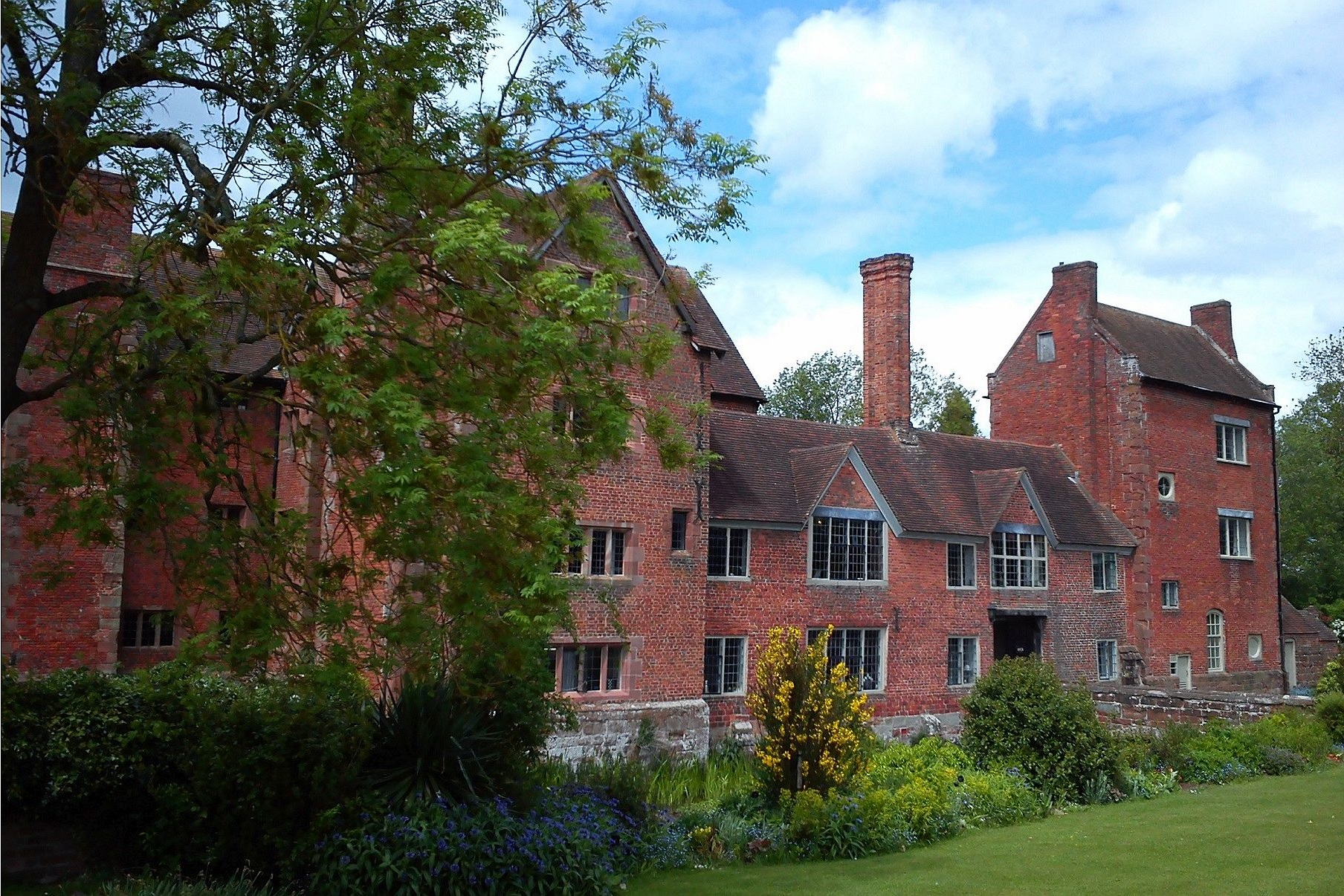
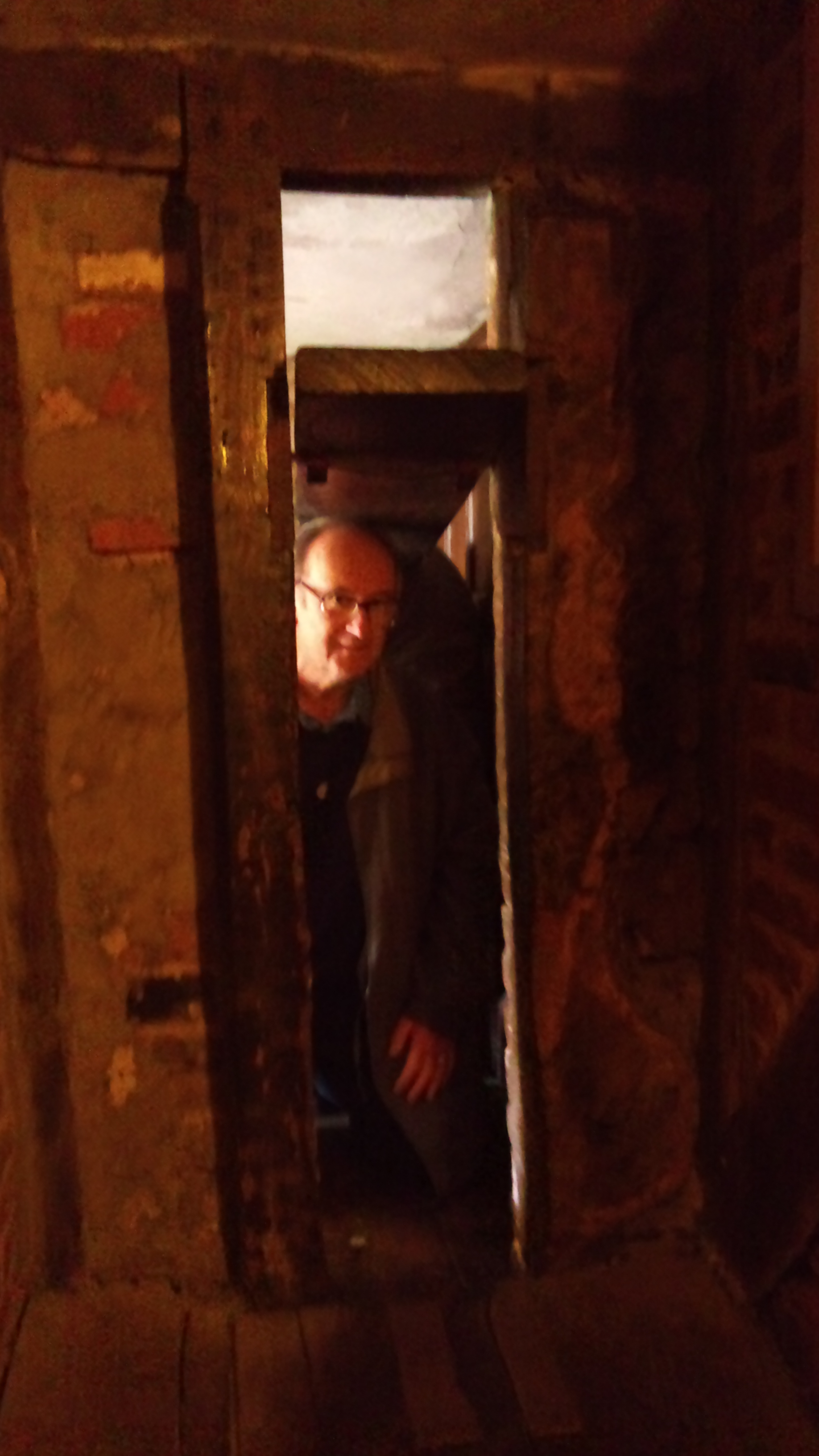
Bibliothek mit Priesterloch
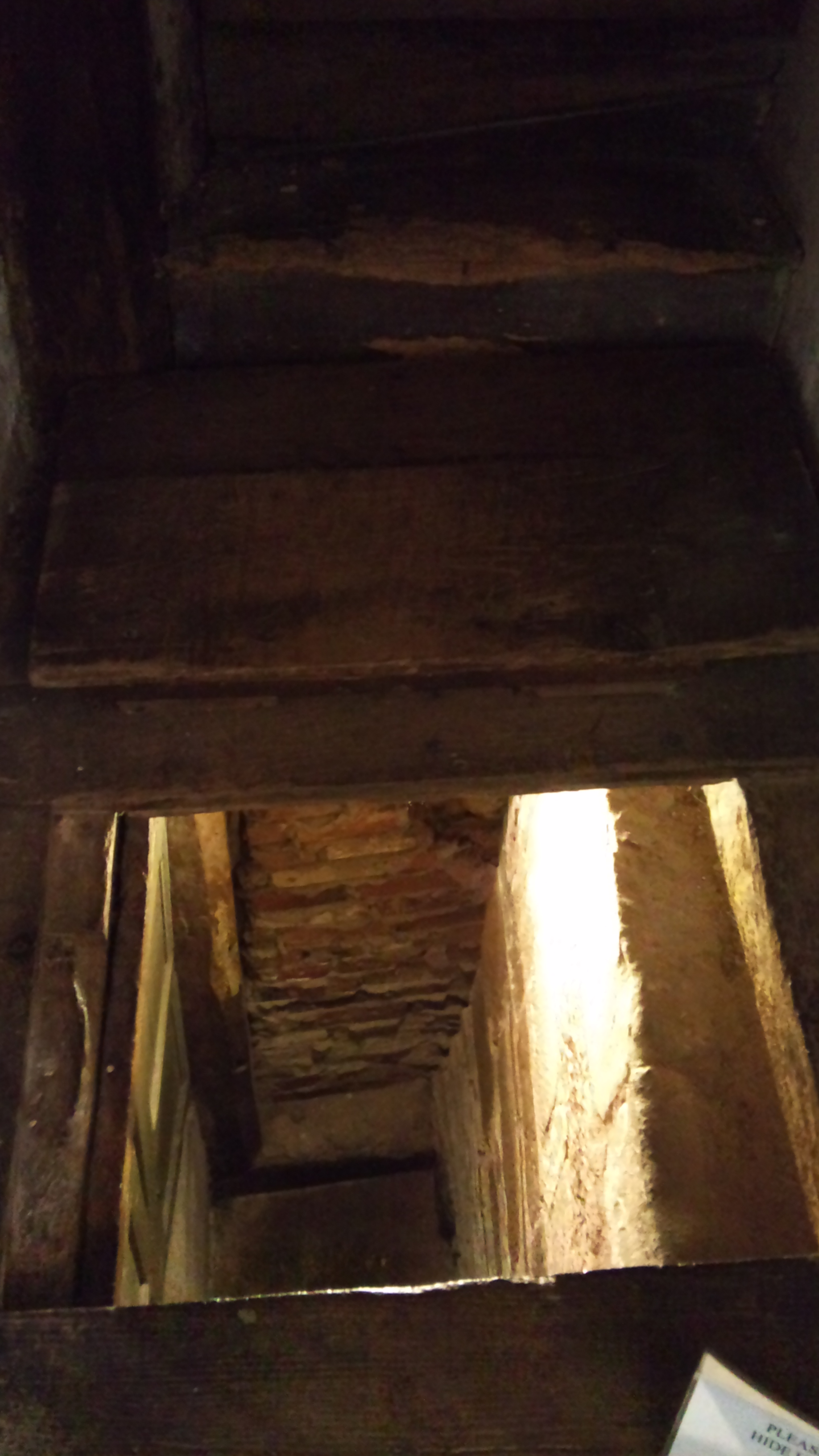
Salon mit Priesterloch
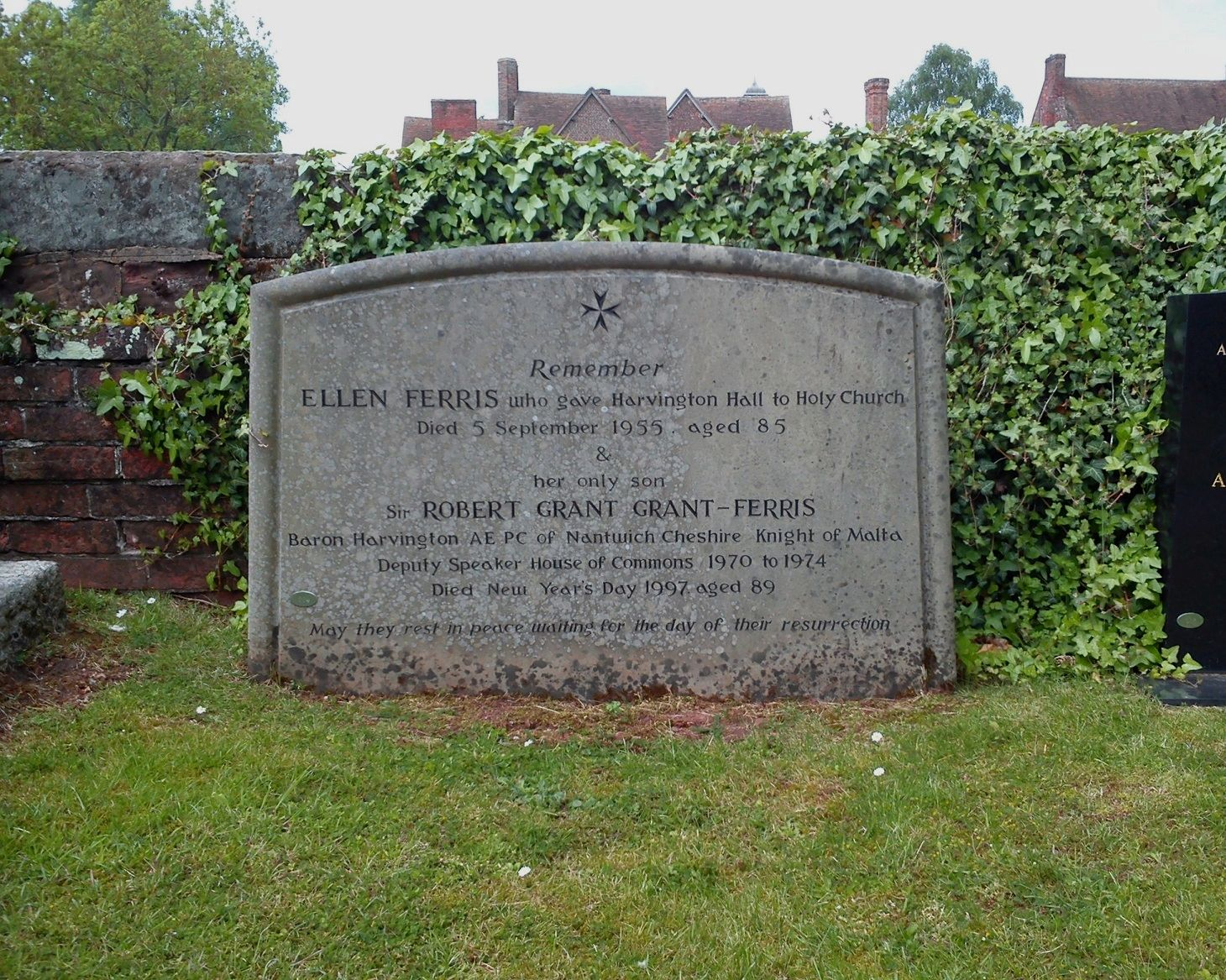
Grab von Lord Harvington und seiner Mutter an der katholischen Marienkirche. Das Dach von Harvington Hall sieht man im Hintergrund.